# GSP-stadion (1902)
Het GSP-stadion (Grieks: Στάδιο Γυμναστικός Σύλλογος "Τα Παγκύπρια") was een multifunctioneel stadion in Nicosia, Cyprus. 
In het stadion was plaats voor 12.000 toeschouwers. Het werd gebouwd in 1902. Het nationale elftal speelde in dit stadion vaak wedstrijden. Ook de Cypriotische beker werd hier afgewerkt. Ook zijn er een aantal voetbalclubs die gebruik maakten van dit stadion. Het stadion werd gesloten in 1998 en afgebroken in 1999. Er werd daarna een nieuw stadion gebouwd, het (nieuwe) GSP-stadion.